# Vard
Vard är ett mindre trädlöst berg eller område som når över skogsgränsen i Dalarna. De mer kända varderna finns i Malungs, Älvdalens och Mora kommuner, varav naturreservatet Tandövala är mest känt.
Varderna utgör gränsfall mellan de olika vegetationszonerna fjäll och skog. I höjdled är vardernas utsträckning begränsad då höjden är relativt låg, vilket leder till klimatkänslighet. Små förändringar i temperaturen leder därmed till stort genomslag i vegetationen. Varderna kan ses som indikatorer för klimatförändringar .

## Varder
- Katrinvarden
- Andljusvarden
- Nuppvarden
- Näcksjövarden
- Bösjövarden
- Rällvarden
- Storvarden (Tandövala)
- Storvarden (Älvdalen)
- Lillvarden
- Trångvarden